# Sunlit Hills
Sunlit Hills es un lugar designado por el censo ubicado en el condado de Santa Fe en el estado estadounidense de Nuevo México. En el Censo de 2020 tenía una población de 736 habitantes y una densidad poblacional de 75,72 habitantes por km². Fue incluido como CDP en el censo de 2020.

## Geografía
Sunlit Hills se encuentra ubicado en las coordenadas 35°35′45″N 105°55′16″O / 35.59583, -105.92111. Según la Oficina del Censo de los Estados Unidos,  tiene una superficie total de 9,72 km², todos corresponden a tierra firme.